# NASCAR-Winston-Cup 1976
Der NASCAR-Winston-Cup 1976 begann am 18. Januar mit dem Daytona 500. Champion wurde Cale Yarborough mit 4.644 Punkten vor Richard Petty. Die Saison wurde von zwei Zusammenstößen begleitet, involviert waren einmal Richard Petty und David Pearson und außerdem Dale Earnhardt und Dick Brooks auf dem Atlanta International Raceway. Die Saison brachte Cale Yarborough seine erste Winston-Cup-Trophäe ein. Auch eine weibliche Fahrerin ging in diesem Jahr an den Start: Janet Guthrie. Sie wurde 15. beim World 600. Der Rang des ersten Platzes wechselte insgesamt acht Mal unter vier Fahrern. David Pearson holte in 22 Rennen zehn Siege (Yarborough nur neun, bei allerdings 30 Rennteilnahmen).

## Rennkalender
| Datum         | Rennen                | Sieger          |
| ------------- | --------------------- | --------------- |
| 18. Januar    | Riverside 400         | David Pearson   |
| 15. Februar   | Daytona 500           | David Pearson   |
| 29. Februar   | Carolina 500          | Richard Petty   |
| 7. März       | Richmond 400          | Dave Marcis     |
| 14. März      | Southeastern 400      | Cale Yarborough |
| 21. März      | Atlanta 500           | David Pearson   |
| 4. April      | Gwyn Staley 400       | Cale Yarborough |
| 11. April     | Rebel 500             | David Pearson   |
| 25. April     | Virginia 500          | Darrell Waltrip |
| 2. Mai        | Winston 500           | Buddy Baker     |
| 8. Mai        | Music City USA 420    | Cale Yarborough |
| 16. Mai       | Mason-Dixon 500       | Benny Parsons   |
| 30. Mai       | World 600             | David Pearson   |
| 13. Juni      | Winston Western 500   | David Pearson   |
| 20. Juni      | Gabriel 400           | David Pearson   |
| 4. Juli       | Firecracker 400       | Cale Yarborough |
| 17. Juli      | Nashville 420         | Benny Parsons   |
| 1. August     | Purolator 500         | Richard Petty   |
| 8. August     | Talladega 500         | Dave Marcis     |
| 22. August    | Michigan 400          | David Pearson   |
| 29. August    | Southeastern 500      | Cale Yarborough |
| 6. September  | Southern 500          | David Pearson   |
| 12. September | Capital City 400      | Cale Yarborough |
| 19. September | Delaware 500          | Cale Yarborough |
| 26. September | Old Dominion 500      | Cale Yarborough |
| 3. Oktober    | Wilkes 400            | Cale Yarborough |
| 10. Oktober   | National 500          | Donnie Allison  |
| 24. Oktober   | American 500          | Richard Petty   |
| 7. November   | Dixie 500             | Dave Marcis     |
| 21. November  | Los Angeles Times 500 | David Pearson   |